# 立陶宛人名
立陶宛人名由名字和姓氏（pavardė）组成，顺序是名前姓后。
现代立陶宛人名的拼写必须遵照立陶宛语正字法，而且立陶宛语提及外来姓名时也要依照正字法改写。姓氏和名字必须加上后缀，男性姓名使用印欧语的阳性后缀-as、-is、-us；已婚女性的姓名后缀和未婚女性的性别后缀有所不同，前者使用-ienė，后者使用-aitė、-utė、-iūtė、-ytė。

## 名字
立陶宛人的名字一般只有一个，但亦可以有多个而仅常用其中一个。立陶宛名字可按照词源归类如下：
- 皈依基督教前的立陶宛语传统名字：这些名字都有着悠久的历史，通常由两部分词干组成，涵义和正面形象和品质有关，如约盖拉（Jogaila，jo-gaila，“强壮的骑手”）。不过在立陶宛人皈依基督教后，这些名字就基本不再使用，而大多变为姓氏、地名，如戈什陶塔斯（Goštautas）、克斯盖拉（Kęsgaila）、拉德维拉（Radvila），皆是显赫的家族姓氏。自战间期以来，立陶宛民族主义盛行，这些名字又再度流行。许多父母以历史著名君主的名字为子女取名，就属于此类别，如维陶塔斯（Vytautas）、格迪米纳斯（Gediminas）、阿尔吉尔达斯（Algirdas）、日吉曼塔斯（Žygimantas）等。人们还使用双词干名字的单词干简略形式取名，如维特尼斯（Vytenis）、克斯图蒂斯（Kęstutis）等。上述例子皆为男子名，这类基督教时代以前的古典女名事实上颇为罕见，现代使用的这一类别的女名有不少都是自男名重构得来的，但历史上一些著名女子的名字除外，如碧露蒂（Birutė）、阿尔东娜（Aldona）、里姆盖莱（Rimgailė）。
- 基督教名：语言学研究得出，早在11世纪，立陶宛人正式皈依基督教前，奥克施泰提亚地区就开始使用基督教名了。最早的基督教名都来自古教会斯拉夫语，源于拜占庭的正教教名，如安塔纳斯（Antanas，圣安东尼）、波维拉斯（Povilas）、保柳斯（Paulius，皆来自使徒保罗）、安德留斯（Andrius，圣安德烈）。1387年，立陶宛人正式皈依基督教，此后引入的基督教名都是来自波兰语的天主教名，如约纳斯（Jonas，约翰）、弗拉迪斯洛瓦斯（Vladislovas）、弗拉达斯（Vladas，皆来自圣拉斯洛）、卡济米耶拉斯（Kazimieras）、卡济斯（Kazys，皆来自圣卡齐米日）
- 立陶宛语名词：如天体名，绍莱（Saulė，太阳）、奥什里内（Aušrinė，金星）；自然现象名，奥德拉（Audra，暴风）、奥什拉（Aušra，黎明）、拉萨（Rasa，露水）、韦亚斯（Vėjas，风）、艾达斯（Aidas，回音）；植物名，利纳斯（Linas，亚麻）、埃格莱（Eglė，云杉）；河流名，如乌拉（Ūla）、维利亚（Vilija），皆指内里斯河。
- 文学作品中的虚构名字：亚当·密茨凯维奇自创的格拉日纳（Gražina）、日维莱（Živilė）；维杜纳斯（Vydūnas）自创的代瓦（Daiva）；温察斯·克雷韦-米茨克维丘斯（Vincas Krėvė-Mickevičius）自创的沙鲁纳斯（Šarūnas）。
- 立陶宛神话中的神祇名和人物名。如幸运女神莱玛（Laima）、大地女神热米娜（Žemyna），以及蛇女王埃格莱童话中的王子日尔维纳斯（Žilvinas）。
- 德语人名的立陶宛化形式：主要分布在小立陶宛地区（曾经是东普鲁士的一部分），如来自德语汉斯（Hans）的安萨斯（Ansas），来自格蕾琴（Gretchen）的格蕾特（Grėtė），来自威廉（Wilhelm）的维柳斯（Vilius）。

立陶宛名字都有固定的性别后缀。绝大多数男子名以“斯”（-s）结尾，女子名以-a或-ė结尾；极少数男子名以-a结尾，如约盖拉（Jogaila），这种男子名的女性形式一定以-ė结尾，所以约盖拉的女子形式一定是约盖莱（Jogailė）。
立陶宛人喜好在名字后加上指小后缀。阳性指小后缀有-elis、-ėlis、-ukis、-ulis、-užis、-utis、-ytis；阴性指小后缀有-elė、-utė、-ytė、-užė。此外，立陶宛人还可能使用昵称（pravardė）。在姓氏后使用指小后缀的习惯更加普遍。

## 姓氏
立陶宛的姓氏有家族传承性，通常是子承父姓。传统上已婚女子从夫姓，但这在法律上并非强制。女方可以保留娘家姓（mergautinė pavardė），也可以使用双姓。此外还有极罕见的已婚男子从妻姓的情况。
立陶宛贵族自16世纪初开始使用姓氏，最早的姓氏都来自父名。使用姓氏的习惯逐渐自上而下传播至各个阶级：17世纪末，流行于市民阶层，此后开始传播至农民阶级。大部分乡村居民到18世纪末才开始使用姓氏，通常源自村落名。到19世纪中叶，立陶宛人基本普遍拥有姓氏。
立陶宛姓氏通常有如下几个来源，并且多以指小后缀结尾。以下举例均为阳性形式：
- 源自昵称，词干的涵义通常是人物外形、性格等特点，如瑙约卡斯（Naujokas）、瑙约凯蒂斯（Naujokaitis），源自naujas（“新人”）；凯里斯（Kairys）、凯雷利斯（Kairelis），源自kairė（“左撇子”）。
- 源自职业，如卡尔维斯（Kalvis）、卡尔韦利斯（Kalvelis）、卡尔瓦伊蒂斯（Kalvaitis），来自kalvis（“铁匠”）。
- 源自地名、地理事物名，如乌茹吉里斯（Užugiris），意为森林（už girios）；卡尔尼耶蒂斯（Kalnietis），意为山脉（kalnai）。
- 源自父名，如来自约纳斯（Jonas）的约奈蒂斯（Jonaitis）、亚纳维丘斯（Janavičius）、亚努伊蒂斯（Januitis）；来自阿多马斯（Adomas）的阿多迈蒂斯（Adomaitis）、阿达莫尼斯（Adamonis）、阿达姆库斯（Adamkus）；来自卢卡斯（Lukas）的卢考斯基斯（Lukauskis）、卢科舒斯（Lukošius）、卢科舍维丘斯（Lukoševičius）。这些姓氏的部分词缀实际上是斯拉夫语父名后缀的等价形式，如-avičius和-owicz对应，-auskas和-owski对应：扬考斯卡斯（Jankauskas）和波兰语的扬科夫斯基（Jankowski）对应，阿达姆科维丘斯和亚当科维奇（Adamkowicz）对应，卢科舍维丘斯（Lukoševičius）和卢卡舍维奇（Lukaszewicz）对应。
- 源自名字的指小形式[3]，如布特库斯（Butkus）、明库斯（Minkus）、诺库斯（Norkus）、里姆库斯（Rimkus）分别是名字布特金塔斯（Butkintas）、明坎塔斯（Minkantas）、诺坎塔斯（Norkantas）、里姆坎塔斯（Rimkantas）的指小词。

将阳性的后缀改为阴性后缀即是该姓氏的女子形式，但是后缀依照使用者已婚与否而有所区别。如阳性后缀-as、-ys、-is，已婚女子使用-ienė后缀，未婚女子使用-aitė、-utė、-iūtė、-ytė后缀。也就是说，在立陶宛，已婚女子和未婚女子的姓氏有所区别，例如：
| 男子姓氏                 | 已婚女子姓氏                 | 未婚女子姓氏               |
| ------------------------ | ---------------------------- | -------------------------- |
| 卡蒂柳斯（Katilius）     | 卡蒂莉耶内（Katilienė）      | 卡蒂柳特（Katiliūtė）      |
| 瓦尔纳斯（Varnas）       | 瓦尔妮耶内（Varnienė）       | 瓦尔奈特（Varnaitė）       |
| 保劳斯卡斯（Paulauskas） | 保劳斯基耶内（Paulauskienė） | 保劳斯凯特（Paulauskaitė） |
| 宾比里斯（Bimbirys）     | 宾比丽耶内（Bimbirienė）     | 宾比丽特（Bimbirytė）      |
| 阿达姆库斯（Adamkus）    | 阿达姆基耶内（Adamkienė）    | 阿达姆库特（Adamkutė）     |
| 库莱舒斯（Kulėšius）     | 库莱什耶内（Kulėšienė）      | 库莱舒特（Kulėšiūtė）      |

2003年，立陶宛通过立法允许女子使用简略的姓氏后缀-ė，而非略显冗长的-ienė/-aitė等，如阿达姆克（Adamkė）。

## 延伸阅读
- Jūratė Čirūnaitė, "Lietuvos totorių pavardžių formavimasis XV–XVII a." (The Formation Of Tatar Naming Practices in Lithuania in the 15th–17th centuries), Baltistica, vol. 36, no. 2 (198) pp. 299–306.* Alfred Senn, "Lithuanian Surnames," American Slavic and East European Review, vol. 4, no. 1/2 (Aug. 1945), pp. 127–137. in JSTOR